# В'єтнам на літніх Олімпійських іграх 2012
В'єтнам на літніх Олімпійських іграх 2012 представляли 18 спортсменів у 11 видах спорту.

## Спортсмени
| Вид змагань           | Чоловіки | Жінки | Всього |
| --------------------- | -------- | ----- | ------ |
| Академічне веслування | -        | 2     | 2      |
| Бадмінтон             | 1        | -     | 1      |
| Боротьба              | -        | 1     | 1      |
| Важка атлетика        | 1        | 1     | 2      |
| Дзюдо                 | -        | 1     | 1      |
| Легка атлетика        | -        | 2     | 2      |
| Плавання              | 1        | 1     | 2      |
| Спортивна гімнастика  | 1        | 2     | 3      |
| Стрілецький спорт     | 1        | 1     | 2      |
| Тхеквондо             | 1        | 1     | 2      |
| Фехтування            | 1        | -     | 1      |
| Всього                | 6        | 12    | 18     |

## Академічне веслування
Жінки
| Спортсмени                 | Дисципліна               | Відбіркові заїзди | Відбіркові заїзди | Втішний заїзд | Втішний заїзд | Чвертьфінали | Чвертьфінали | Півфінали | Півфінали | Фінал   | Фінал |
| Спортсмени                 | Дисципліна               | Час               | Місце             | Час           | Місце         | Час          | Місце        | Час       | Місце     | Час     | Місце |
| -------------------------- | ------------------------ | ----------------- | ----------------- | ------------- | ------------- | ------------ | ------------ | --------- | --------- | ------- | ----- |
| Пхам Тхі Хай Пхам Тхі Тхао | Парні двійки, легка вага | 7:50.06           | 5                 | 7:37.64       | 5             | Н/Д          | Н/Д          | Н/Д       | Н/Д       | 7:51.82 | 16    |